# Oak Park (Georgia)
Oak Park è una città degli Stati Uniti d'America, situata in Georgia, nella Contea di Emanuel.